# Nauclea nyasica
Nauclea nyasica (synonym: Burttdavya nyasica) är ett träd i familjen måreväxter (Rubiaceae). Arten beskrevs först av Arthur Clague Hoyle 1936, som den enda arten i släktet Burttdayva. År 2014 flyttades arten till släktet Nauclea och släktet Burttdayva  synonymiserades med Nauclea.
Arten förekommer i Tanzania, Malawi och Moçambique. Den växer i städsegröna skogar och låglänta regnskogar på mellan 200–540 meters höjd över havet, ofta nära vattendrag. Träden blir vanligen cirka 20 meter högt. Sällsynt kan ett träd bli upp mot 40 meter (inte över 40 meter).
IUCN har bedömt arten som nära hotad då den hotas av habitatförlust genom expansion av jordbruksmark i de områden där den växer.